# Distretto di Surkhi Parsa
Il distretto di Surkhi Parsa è un distretto dell'Afghanistan appartenente alla provincia del Parvan.